# Shireen Abu Akleh
Shireen Abu Akleh (en arabe : شِيرِين أَبُو عَاقْلَة), née le 3 avril 1971 à Jérusalem et tuée par des tirs provenant de l'armée israélienne le 11 mai 2022 à Jénine, est une journaliste palestino-américaine.
Elle est reporter pour la chaîne d'information Al Jazeera depuis 25 ans et est alors l'un des noms les plus importants du journalisme au Moyen-Orient, lorsqu'elle est tuée sur le terrain d'une balle dans la tête, par un tir de l'armée israélienne,,. L’intentionnalité du tir, qui pourrait être un assassinat ciblé, est débattue et une enquête du département de la Justice des États-Unis est lancée en 2022.
L’événement, puis les réactions des autorités israéliennes et palestiniennes, ont des échos importants à l'international. De nombreuses instances, comme l'Union européenne ou la Maison-Blanche, réclament une enquête sérieuse pour faire la lumière sur les circonstances de la mort de la journaliste.
Des tensions importantes entre les autorités palestiniennes et les forces israéliennes se manifestent dans les jours qui suivent le décès, particulièrement lors des funérailles, quand ces dernières ont chargé la foule qui transportait le cercueil de la défunte, provocant à nouveau des réactions des diplomaties internationales.

## Biographie

### Enfance et études
Shireen Abu Akleh est la fille de Louli et Nasri Abu Aqleh. Elle naît en 1971 à Jérusalem dans une famille de chrétiens arabes de Bethléem, de rite grec-melkite-catholique,.
Elle fréquente l'école secondaire de Beit Hanina, puis passe quelque temps aux États-Unis, obtenant la citoyenneté américaine par l'intermédiaire de membres de la famille de sa mère qui vivaient dans le New Jersey.
Elle s'inscrit à l'Université jordanienne des sciences et technologies pour étudier l'architecture mais elle ne poursuit pas dans cette voie. Elle étudie ensuite dans le cadre d'un échange à l'Université de Yarmouk en Jordanie, où elle obtient un master en journalisme de presse écrite. Après avoir obtenu son diplôme, Shireen Abu Akleh retourne en Palestine.

### Carrière
Shireen Abu Akleh a travaillé comme journaliste pour RMC et Voice of Palestine. Elle a également travaillé pour l'UNRWA, Amman Satellite Channel et MIFTAH (Initiative palestinienne pour la promotion du dialogue mondial et de la démocratie) fondé par Hanan Achrawi. En 1997, elle commence à travailler pour Al Jazeera, acquérant une certaine notoriété sur la version de la chaîne en langue arabe,. 
Elle vit et travaille à Jérusalem-Est, réalisant des reportages sur les événements majeurs liés au conflit israélo-palestinien, y compris la deuxième Intifada, et couvrant en outre la politique israélienne. Elle a souvent couvert des funérailles de Palestiniens tués par les forces israéliennes, et fait partie des rares journalistes à couvrir la bataille de Jénine en 2002. Elle est considérée comme une figure du journalisme en Palestine. Le journaliste George Malbrunot la décrit comme la « voix du monde arabe ». En raison de son travail elle avait fait l’objet d’intimidations, de harcèlement et de tentatives d’arrestation de la part de l’armée israélienne.
Au moment de sa mort, elle étudiait l'hébreu afin de mieux comprendre les récits dans les médias israéliens et avait récemment obtenu un diplôme en médias numériques.

### Mort
Le 11 mai 2022, le ministère palestinien de la Santé annonce que Shireen Abu Akleh a été tuée d'une balle dans la tête par les Forces de défense israéliennes (FDI) alors qu'elle couvrait une offensive de Tsahal à Jénine dans le cadre de son opération « Rupture de vague ». Shireen Abu Akleh était présente lors d'un raid qui, selon l'armée israélienne, visait à capturer des personnes suspectées de terrorisme et où des échanges de tirs ont eu lieu entre des soldats israéliens et des hommes armés palestiniens.
Elle est transportée à l'hôpital Ibn Sina de Jénine, où elle est déclarée morte, à l'âge de 51 ans,,,. Un autre journaliste, Ali Samoadi du journal Al-Quds, a reçu une balle dans le dos mais a survécu.
Des témoins palestiniens accusent les forces israéliennes d'avoir tiré. Selon la journaliste Shatha Hanaysha, qui était présente aux côtés de la victime, les forces israéliennes « ont continué à faire feu bien qu’elle gisait au sol. Je ne pouvais même pas tendre le bras pour la saisir et la ramener vers moi car les balles fusaient. Il ne fait aucun doute que l’armée [israélienne] tirait pour tuer ». Une vidéo tournée par un habitant de la ville montre un jeune homme, qui tente de lui porter secours, être la cible de tirs intentionnels.

### Enquêtes et réactions
Dès l'annonce de la mort de la journaliste palestino-américaine, un grand nombre d'enquêtes sont réclamées et plusieurs débutent, notamment celles du site d'investigation Bellingcat, de l'ONG B'Tselem, de l'Autorité palestinienne, du Conseil de sécurité des Nations Unies, une enquête américano-israélienne, une enquête de Tsahal,, du FBI et une série d'enquêtes journalistiques du réseau Al-Jazeera, du journal Haaretz, du New York Times, du Washington Post ou de la chaîne CNN.
L'armée israélienne, soutenue par une grande partie de la presse et de la classe politique du pays, impute la mort de Shirine Abou Akleh à des tirs palestiniens. Le premier ministre Naftali Bennett assure dans un communiqué officiel que « manifestement, les Palestiniens armés (…) sont responsables » de la mort de la journaliste , ajoutant que les accusations émises contre ses troupes sont « sans fondement ». Le porte-parole de Tsahal soutient toutefois que la journaliste « filmait et travaillait pour un média au beau milieu de Palestiniens en armes (...) Ils sont “armés de caméras”, si vous me permettez l’expression », laissant entendre que les journalistes constituent une menace au même titre que les combattants palestiniens.
L'enquête de Bellingcat conclut que les sources ouvertes disponibles tendent à corroborer le récit des témoins palestiniens et à incriminer Tsahal, sans toutefois être déterminantes,. L’association israélienne B’Tselem établit pour sa part que les tirs attribués au combattant palestinien embusqué « ne peuvent pas être [ceux] qui ont atteint Shirine Abou Akleh et son collègue ». La chaine américaine CNN mène une enquête qui indique que la journaliste a bien été prise pour cible par les forces israéliennes.
Le Premier ministre israélien Naphtali Bennett a déclaré « nous soutenons nos combattants » mais a réitéré un appel à une enquête conjointe avec l'Autorité palestinienne, qui est refusée.
Le 24 juin 2022, l'ONU accuse officiellement Israël d’être responsable de la mort de la journaliste. Le Haut-Commissariat des Nations unies aux droits de l'homme annonce par l'intermédiaire de sa porte-parole Ravina Shamdasani : « Toutes les informations que nous avons recueillies, y compris de l’armée israélienne et du procureur général palestinien, corroborent le fait que les tirs qui ont tué Shireen Abu Akleh et blessé son collègue Ali Sammoudi provenaient des forces de sécurité israéliennes et non de tirs de Palestiniens armés comme l’affirmaient initialement les autorités israéliennes. Nous n’avons trouvé aucune information suggérant qu’il y ait eu une quelconque activité de palestiniens armés à proximité des journalistes ». Elle estime également « qu’il était profondément troublant que les autorités israéliennes n’aient pas ouvert d’enquête judiciaire ».
La Palestine ayant terminé son enquête, elle transmet ses conclusions à l'administration américaine, concluant que Tsahal avait « directement et délibérément » ciblé Abu Akleh, accusation qu'Israël nie.
À la suite de différentes enquêtes qu'Israël qualifie de « biaisées » dont le rapport publié par Al-Jazeera, Tsahal conclut provisoirement qu'Abu Akleh n'a pas été « intentionnellement abattue par un soldat de Tsahal » et qu'« il n'est pas possible de déterminer si elle a été tuée par un tireur palestinien tirant sans discernement dans sa zone ou par inadvertance par un soldat de Tsahal ». Le communiqué conclut que « Tsahal regrette les dommages causés aux non-combattants, y compris lors d'échanges de tirs et de situations de combat actif, et s'investit fortement dans le maintien de la circulation et de la liberté de la presse ».
Dans une déclaration intitulée « Où est la balle ? », l'armée israélienne a à nouveau exhorté l’Autorité palestinienne à remettre la balle ayant tué la journaliste. À la mi-juin, Al Jazeera publie une photographie de la balle qui aurait été utilisée pour tuer la journaliste, où on l'y voit particulièrement abîmée. Pour l'armée israélienne, « le refus palestinien de remettre la balle et d’organiser une enquête conjointe indique leurs priorités »,. Après plusieurs mois, les Palestiniens acceptent de remettre la balle à une enquête israélienne sous supervision américaine,.
Le 2 juillet 2022, le procureur palestinien Akram Al-Khatib affirme que la balle fatale à la journaliste tuée le 11 mai a été remise aux États-Unis en vue d’une expertise par des experts américains. Le lendemain, le porte-parole militaire israélien Ran Kochav déclare que des experts israéliens vont examiner, avec une présence américaine cette balle afin de déterminer les circonstances de sa mort. Il ajoute : « Nous attendons les résultats, si nous l’avons tuée, nous en prendrons la responsabilité ». Plus tard, le porte-parole du département d'État américain déclare dans un communiqué que « les experts en balistique ont déterminé que la balle était gravement endommagée, ce qui a empêché une conclusion claire ». En effet, cette cartouche est une balle à « pointe verte » SS109 / M855 couramment utilisée dans la plupart des fusils en service avec Tsahal mais également par les factions armées palestiniennes, tout comme l'arme utilisée, le M4 de la famille AR-15, selon Al Jazeera,. Aussi, les rapports antérieurs de l'Autorité palestinienne affirmaient-ils que l'arme à feu meurtrière était un Mini-14 et non pas un M4, utilisée par un tireur d'élite sur Abu Akleh mais les M4 ne sont pas des armes de tireur d'élite.
Selon une déclaration du département d'État américain du 4 juillet 2022, Shireen Abu Akleh, citoyenne américaine et accréditée depuis des années par les autorités israéliennes, a « vraisemblablement » été victime d’un tir depuis une position israélienne, les experts américains n’ayant « aucune raison » de croire qu’il s’agissait d’un tir intentionnel.
Le FBI annonce avoir ouvert une enquête réclamée par l'Autorité palestinienne sur la mort d'Abu Akleh, en novembre 2022, et Israël refuse d'y participer, en la désignant comme une « erreur »,.
Un examen médico-légal mené par le Département d'État américain en juillet sur la balle qui a tué Abu Akleh n'a pas été concluant, mais a révélé qu'il était très probable qu'elle ait été tuée par des tirs israéliens involontaires.
Quatre mois après la mort de la journaliste, l'enquête finale de Tsahal est publiée selon laquelle il est en effet hautement probable qu'elle ait été tuée par un soldat de l'unité Dovdvan, qui pensait à tort qu'elle était un tireur palestinien mais qu'il n'y avait aucun soupçon de tir délibéré.

#### Autopsie
L'autopsie pratiquée à l'Université nationale An-Najah de Naplouse n'a pas non plus permis de déterminer qui a tiré sur Abu Akleh ; le pathologiste Dr Ryan Al-Ali n'a trouvé aucune preuve non plus qu'elle ait été abattue à bout portant. L'autopsie a confirmé qu'Abu Akleh a été tuée par une balle perforante qui l'a frappée à l'arrière de la tête et, sortant de son front, a ricoché sur son casque, provoquant des fractures du crâne et lésions cérébrales,,.
La balle a été récupérée et envoyée pour un examen plus approfondi en laboratoire.

#### Réactions

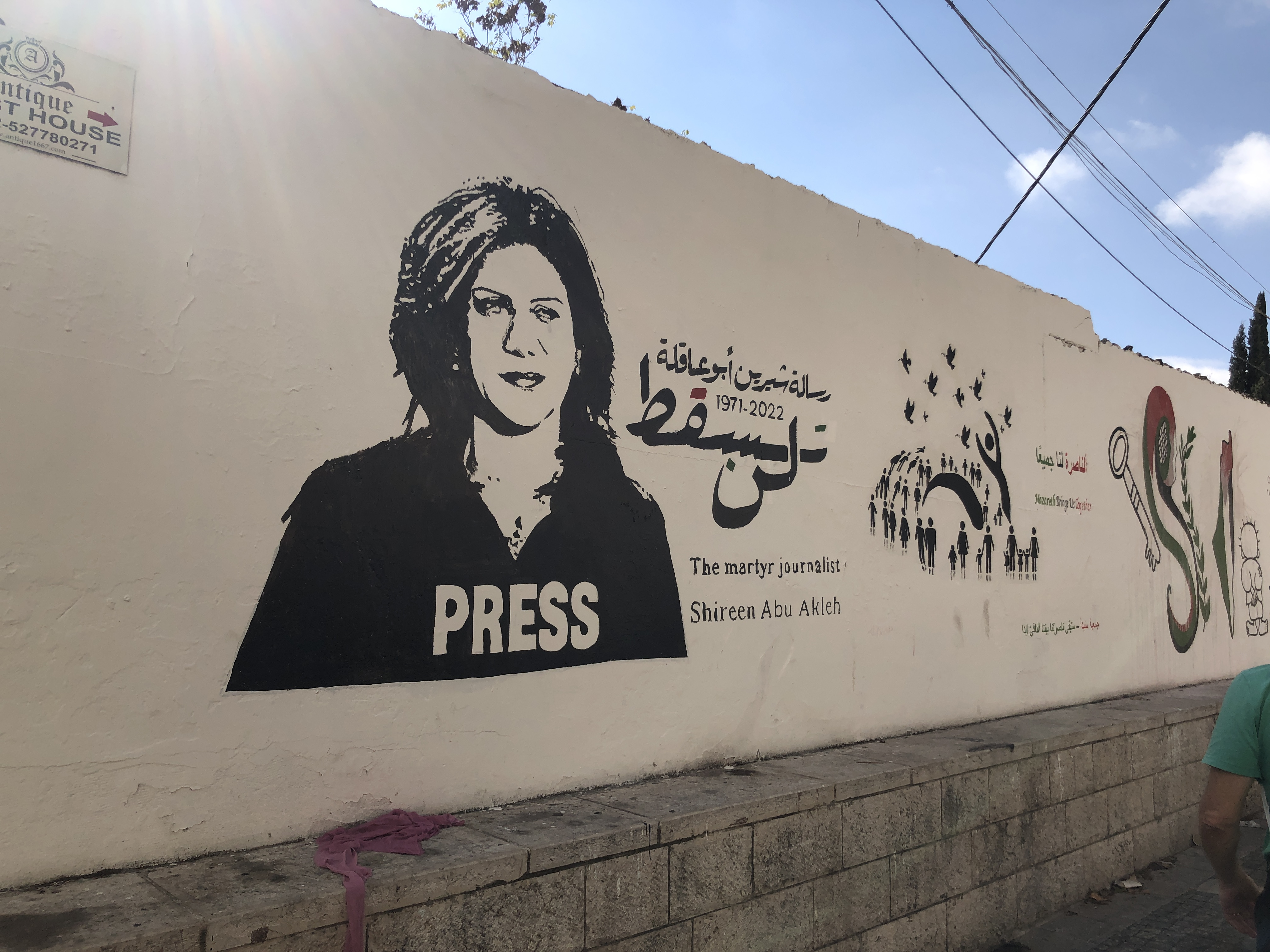
Graffiti en hommage à la « journaliste martyr », à Nazareth.

La mort d'Abou Akleh a suscité une indignation généralisée. La campagne lancée par l’Autorité palestinienne autour de la mort de la journaliste et sa couverture médiatique internationale n’ont quasiment aucun précédent dans l'histoire du journalisme,.
Al Jazeera décrit le meurtre de Shireen Abou Akleh, qui travaillait pour leur branche arabe, comme un « crime horrible qui enfreint les normes internationales » et a été commis « de sang-froid » et exhorte la communauté internationale à tenir les forces d'occupation israéliennes responsables de leur « ciblage et meurtre intentionnels » d'Abu Akleh. Le directeur général du réseau Al Jazeera, Giles Trendle, se déclare « choqué et attristé » par sa mort et appelle à une enquête transparente,.
Mahmoud Abbas, président de l'État de Palestine, déclare le jour même qu'il considère les forces israéliennes comme « pleinement responsables » de la mort de Shireen Abu Akleh. Hussein al-Sheikh, secrétaire général de l'OLP, tweete que le « crime de faire taire les mots » a été « commis une fois de plus, et [que] la vérité est assassinée par les balles de l'occupation israélienne ». Le chef de la mission palestinienne au Royaume-Uni, Husam Zomlot, décrit Shireen Abu Akleh comme étant une « journaliste bien-aimée » et son amie proche.
Ran Kochav, porte-parole de Tsahal, déclare sur la Kan qu'il ne croit pas que Shireen Abu Akleh ait été tuée par les forces de Tsahal. Il déclare que Tsahal a proposé d'ouvrir une enquête conjointe mais qu'il ne s'attend pas à ce que les Palestiniens coopèrent, affirmant que le Croissant-Rouge a emporté le corps immédiatement après qu'elle a été abattue. Il déclare par la suite que la journaliste «  était armée d’une caméra ». Plusieurs journalistes, dont Ayman Mohyeldin de MSNBC, un ami de la victime, s'opposent à cette dernière déclaration.
« Lolwah Alkhater, vice-ministre des Affaires étrangères du Qatar, a condamné le meurtre d'Abou Akleh dans un tweet et a appelé à la fin du « terrorisme israélien parrainé par l'État » qu'il a qualifié d'« assassinat » ». Des déclarations similaires (meurtre ou assassinat) sont faites par les ministères des affaires étrangères du Koweit, de l'Egypte, de l'Afghanistan, du Pakistan, de Djibouti, de la Chine, en Iran et en Afrique du Sud,.
Une lettre de 24 démocrates du Sénat des États-Unis presse l'administration Biden d'enquêter sur le meurtre. L'American Israel Public Affairs Committee (AIPAC) fait pression contre cette lettre. Auparavant, les sénateurs Jon Ossoff et Mitt Romney avaient émis une demande bipartite pour une enquête complète et transparente. Cela faisait suite à une lettre antérieure en mai signée par 57 démocrates de la Chambre exigeant une enquête indépendante sur le meurtre.

Internationalement, plusieurs institutions réclament également une enquête transparente pour faire la lumière sur la mort de Shireen Abu Akleh, comme la diplomatie française, américaine, ou Reporters sans frontières, qui demande la saisie de la Cour internationale de justice. L'Autorité palestinienne réclame elle aussi la saisie de cette cour, et refuse de confier les preuves dont elle dispose à Israël. Le journaliste Amaury de Rochegonde écrit dans RFI : 

« Désormais, l’armée israélienne cherche à contrôler ce que pourrait dire sa dépouille, comme lorsqu’elle a investi la maison de la journaliste, mercredi, quelques heures après sa mort d'une balle dans la tête. L’Autorité palestinienne a rejeté la participation d’Israël à son autopsie ainsi qu’à toute forme d’« enquête conjointe » et certains ont pu trouver cela suspect. [...] les Palestiniens veulent garder la maîtrise des éléments matériels du crime. »

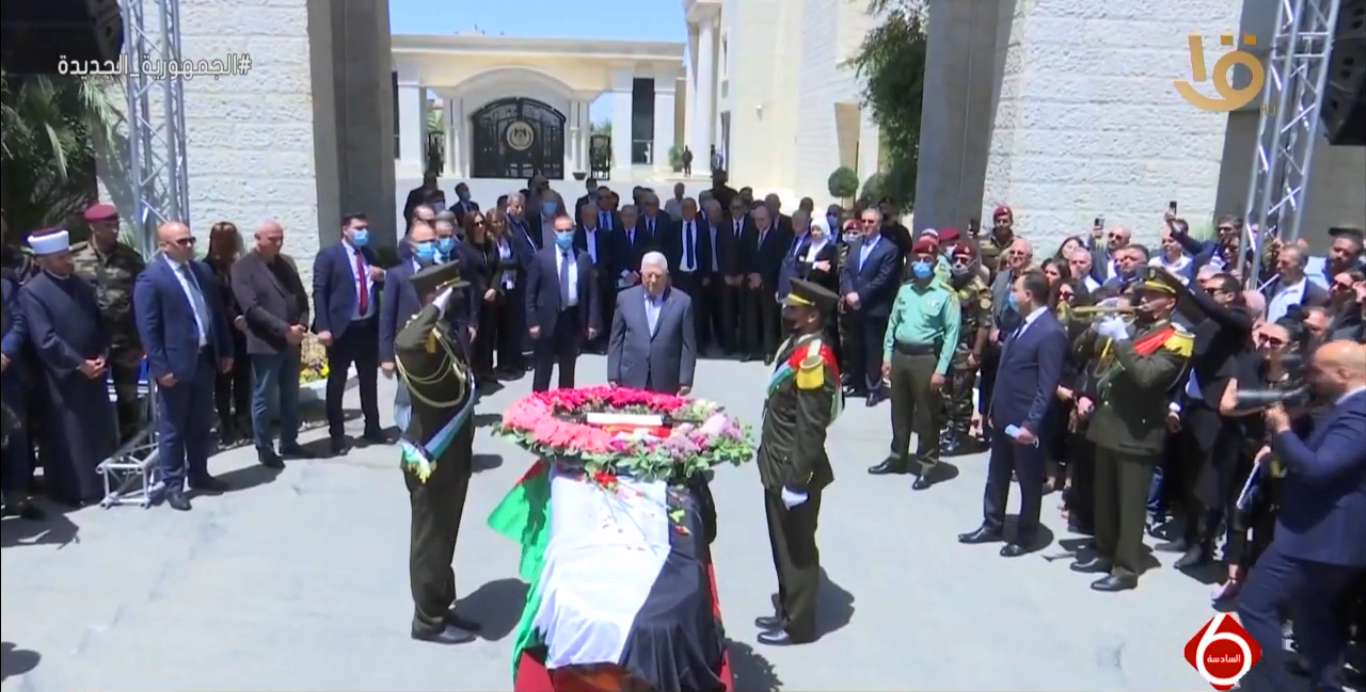
La cérémonie officielle rendant hommage à Shireen Abu Akleh tenue à Ramallah, diffusée sur la chaîne égyptienne Al Masriyah (12 mai 2022).

Dans Le Monde, le lendemain, le correspondant à Jérusalem Louis Imbert considère que le meurtre de Shireen Abu Akleh place Israël face à « ses responsabilités d'occupant ». Décrivant l'attitude de l'armée dans sa communication après la mort de la journaliste, il écrit :

« L’armée israélienne succombe alors à son travers usuel : elle n’envisage explicitement qu’un seul scénario, « la possibilité que les journalistes aient été touchés par des tireurs palestiniens ». À la radio militaire, un porte-parole va jusqu’à assimiler Mme Abu Akleh à une combattante ennemie. [...] Au-delà du meurtre de Mme Abu Akleh, dont l’auteur n’est pas formellement identifié à ce jour, ce qui se joue ici, c’est la difficulté qu’ont les Israéliens à affronter leur responsabilité d’occupants et les crimes qui l’accompagnent. Parce que Israël, puissance dominante, a intérêt à renvoyer dos à dos deux narratifs insolubles l’un dans l’autre, et à demeurer ainsi dans la confusion. »

Le 12 mai 2022, une cérémonie posthume est organisée à Ramallah pour rendre hommage à la journaliste. De nombreux officiels, dont Mahmoud Abbas, le président de l'Autorité palestinienne, sont présents, ainsi que plusieurs milliers de personnes.
La mort d'Abou Akleh fait l'objet de protestations dans de nombreuses villes du monde lors des commémorations de la Journée de la Nakba, notamment à Londres, à New York et à Washington, entre autres. Il est en outre condamné par Artists for Palestine UK dans une lettre ouverte publiée le 19 mai 2022, signée par plus de 100 artistes dont Pedro Almodóvar, Angela Davis, Susan Sarandon, Arundhati Roy et Mark Ruffalo.

#### Funérailles

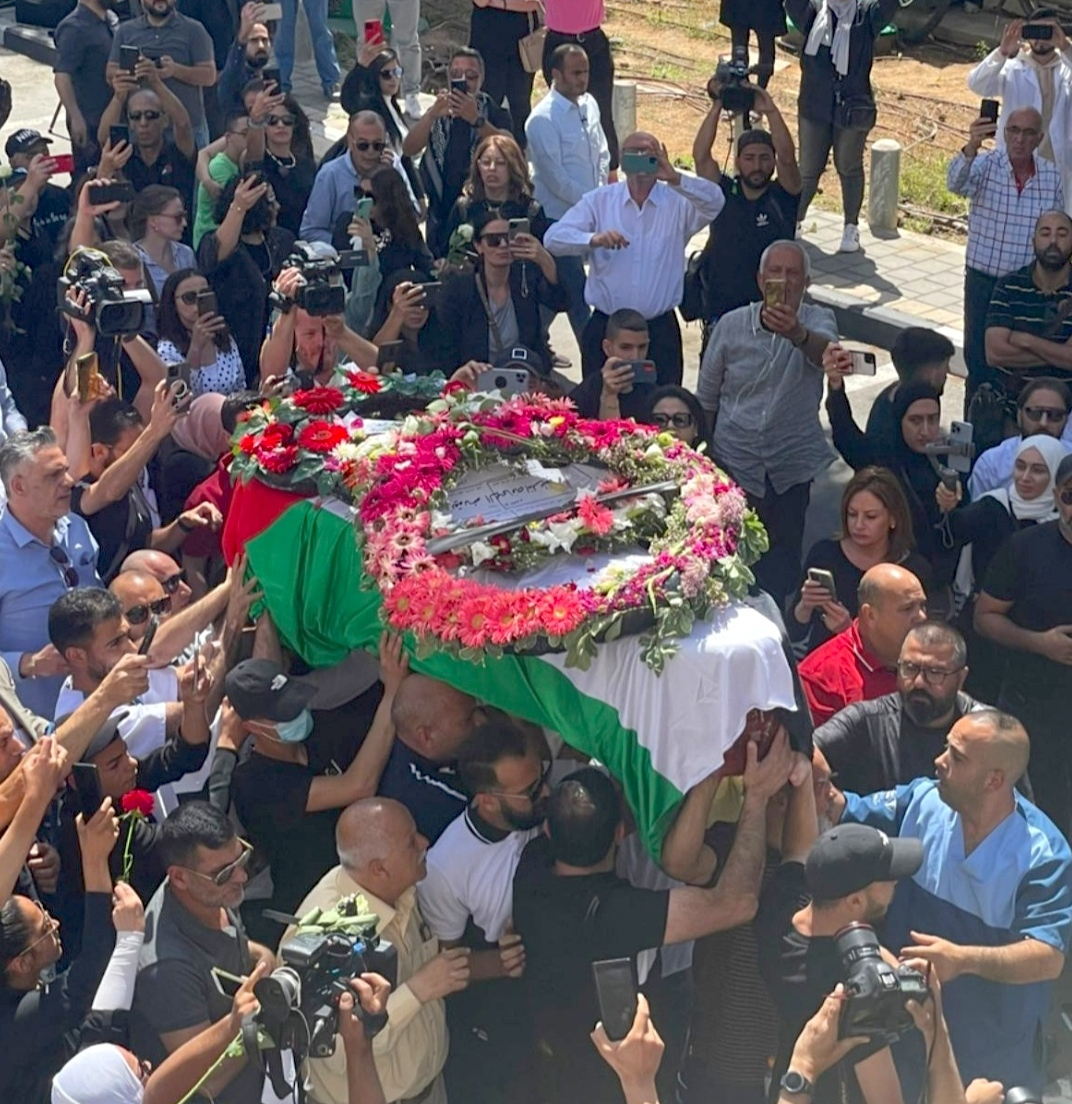
Funérailles de Shireen Abu Akleh (13 mai 2022).

Le 13 mai 2022, à la sortie du cercueil de l'hôpital Saint-Joseph, situé à Jérusalem-Est, des heurts éclatent après que des manifestants ont entonné des chants et brandi des drapeaux palestiniens. Les forces de l'ordre israéliennes ont chargé la foule et fait usage de la violence en matraquant les porteurs du cercueil,, le cercueil manquant de tomber au sol.
Ces faits provoquent un tollé international, ainsi l'Union européenne condamne les violences commises par les forces de l'ordre israéliennes, la délégation européenne auprès des Palestiniens se déclarant « consternée par la violence dans l’enceinte de l’hôpital Saint-Joseph et par le niveau de force inutile exercée par la police israélienne tout au long du cortège funèbre », ajoutant que « ces comportements si disproportionnés ne font qu'attiser les tensions ». Les diplomaties française, qatari et américaine, ainsi que l’ONU ont également réagi, en condamnant la façon dont la police israélienne avait agi.
Le même jour, des violences éclatent dans le camp de Jénine, où la journaliste a été tuée, qui est un bastion des factions armées palestiniennes et d'où étaient originaires certains auteurs d'attaques meurtrières en Israël en 2022. Israël rapporte qu'un soldat israélien a été tué à Burqin, à côté de Jénine. Le ministère de la santé palestinien déclare que ce même jour, treize Palestiniens ont été blessés à Jénine, dont deux grièvement.

#### Nouvelle enquête
La police israélienne annonce le 14 mai 2022 ordonner une enquête sur les violences policières commises lors des funérailles de la journaliste mais le 16 juin, elle conclut son enquête interne sans dévoiler son contenu.
Selon des informations publiées sur le site d'informations N12, il a été constaté dans l'enquête sur le comportement des policiers lors des funérailles de la journaliste Shireen Abu Aqla que la police israélienne est entrée dans l'hôpital et que les affrontements avec les porteurs de cercueil ont eu lieu à suite d'un appel à l'aide à la police d'un membre de la famille de Shirin Ab Akleh car le cercueil de la défunte avait été « enlevé par des extrémistes » qui prévoyaient d'organiser ses funérailles avec un cortège à travers la vieille ville, contre l'avis de la famille. Les conclusions de l'enquête révèlent que la police israélienne a cependant commis l'erreur d'utiliser des matraques contre les porteurs de cercueil qui étaient sur le point de le renverser mais que l'entrée des forces dans la zone hospitalière était justifiée.
Ce rapport critique également le fait que la décision d'entrer dans l'hôpital ait été prise par « un officier de police subalterne, et non par l'officier le plus haut gradé dans le domaine - comme l'exige la sensibilité de l'incident ». Aussi, le déploiement des forces autour de l'hôpital aurait-il dû se faire plus tôt, pour empêcher l'entrée d'éléments hostiles voulant s'emparer du cercueil.

#### Excuses
Le 11 mai 2023, un an après la mort de la journaliste, le porte-parole de Tsahal, Daniel Hagari, interviewé par CNN, indique que bien que la conclusion de l'enquête israélienne « ne soit pas sans équivoque », il présente des excuses publiques au nom de l'Armée de défense israélienne pour la mort de Shireen Abu Akleh,.

#### Impunité
Ce même jour, le Comité pour la protection des journalistes (CPJ) a recensé 20 journalistes dont la mort a été attribuée à l’armée israélienne depuis 2001, sans qu’il n’y ait jamais de poursuites. La situation est identique en mai 2024, malgré la plainte pour crimes de guerre déposée par Al-Jazeera auprès de la Cour pénale internationale et les différentes démarches effectuées par sa famille.

## Hommages et distinctions

Fresque en hommage à Shireen Abu Akleh, sur le mur de séparation israélien, à Bethléem.

### Décorations
- L'étoile de Jérusalem, Palestine, à titre posthume, 12 mai 2022[75].
- Grand cordon de l'ordre de l'Indépendance, Jordanie, à titre posthume, 25 mai 2022[76].

### Musée Shireen Abu Akleh
Lors d'une cérémonie à Ramallah le 11 mai 2023, un an après la mort de la journaliste, sont officiellement lancés les travaux de construction du Musée Shireen Abu Akleh pour les médias.

### Destruction du Mémorial de Jénine
Le 27 octobre 2023, un bulldozer militaire israélien rase la rue portant le nom de Shireen Abu Akleh, située à l'entrée du camp de réfugiés de Jénine, à l'endroit où la journaliste d'Al Jazeera Shireen Abu Akleh avait été tuée par l'armée israélienne. Le mémorial a également été détruit.

### Hommage en France
En octobre 2023, la commune de Gentilly (Val de Marne) devait inaugurer un square (49, rue de la division du Général Leclerc) au nom de Shireen Abu Akleh. Cette inauguration a été suspendue.

### Fondation Shireen Abu Akleh
Courant 2024, à l'occasion du second anniversaire de sa mort, la famille de Shiren Abu Akleh, dont sa nièce Lina Abu Akleh, inaugure une fondation dans le double objectif de célébrer sa mémoire et d'accorder 10 bourses annuelles à des étudiants palestiniens ou internationaux souhaitant devenir journalistes, avec la devise « Le journalisme n'est pas un crime ».

## Documentaire
Pierre Rehov tourne en 2022 Lies and Tears, une contre-enquête documentaire sur la mort de Shireen Abu Akleh.